# Neri Corsini (1614-1678)
Neri Corsini, Nerio Corsini ou Neri Corsini, o Velho (para se distinguir de Neri Maria Corsini) (Florença, 1614 — Florença, 6 de dezembro de 1678) foi um cardeal italiano da família nobre Corsini. Era filho de Filippo Corsini e Maddalena Machiavelli, tio do papa Clemente XII e tio-avô do cardeal Andrea Corsini.
Um clérigo da Câmara Apostólica sob o Papa Inocêncio X, se tornou tesoureiro em 1660. Foi feito cardeal-presbítero no consistório de 14 de janeiro de 1664 e dois meses depois, recebeu o titulus de Santi Nereo e Achilleo. De 1672 a 1677, foi colocado no comando da diocese de Arezzo como titular pessoal do arcebispo. Seus restos mortais estão enterrados na Capela Corsini em Santa Maria del Carmine.